# Monsters of Rock
Monsters of Rock — рок-фестиваль, проходивший в Англии на территории автодрома Донингтон Парк, а также в других странах.
Первый фестиваль в Англии организовал в 1980 году промоутер Пол Лоусби. На нём выступили Rainbow, Judas Priest, Scorpions, Saxon, April Wine и Touch. Мероприятие посетило 35 тыс. человек. Фестиваль проходил до 1996 года включительно, ещё один раз он был проведён в 2006 году. С 2003 года на той же территории проходит Download Festival.
С 1983 года фестивали серии Monsters of Rock со звёздами хард-рока и хэви-метала проходили в ряде стран Европы, а с середины 1990-х — в Латинской Америке.
Концерт в Москве в 1991 году с участием Metallica, The Black Crowes, AC/DC, Pantera, а также советской группы E.S.T., собрал рекордное число зрителей — по разным оценкам, от 600 тысяч до 1 миллиона человек.
Последний (на момент написания статьи) из фестивалей серии Monsters of Rock состоялся 17 июня 2016 года в Санкт-Гоарсхаузене, Германия. Rainbow выступила в качестве хедлайнера, также приняли участие Thin Lizzy и Manfred Mann's Earth Band. На фестивале была представлена немногочисленная, но весьма активная группа поклонников Rainbow из России.